# Tam Đảo
Tam Đảo est une station de villégiature du Nord du Viêt Nam, située à moins de 100 km de la capitale Hanoï, au cœur des Alpes tonkinoises.
Cette station, qui a beaucoup souffert durant la guerre d'Indochine (1946-1954) et que les Français avaient surnommée la « Cascade d'argent », est en train de redevenir une destination touristique.

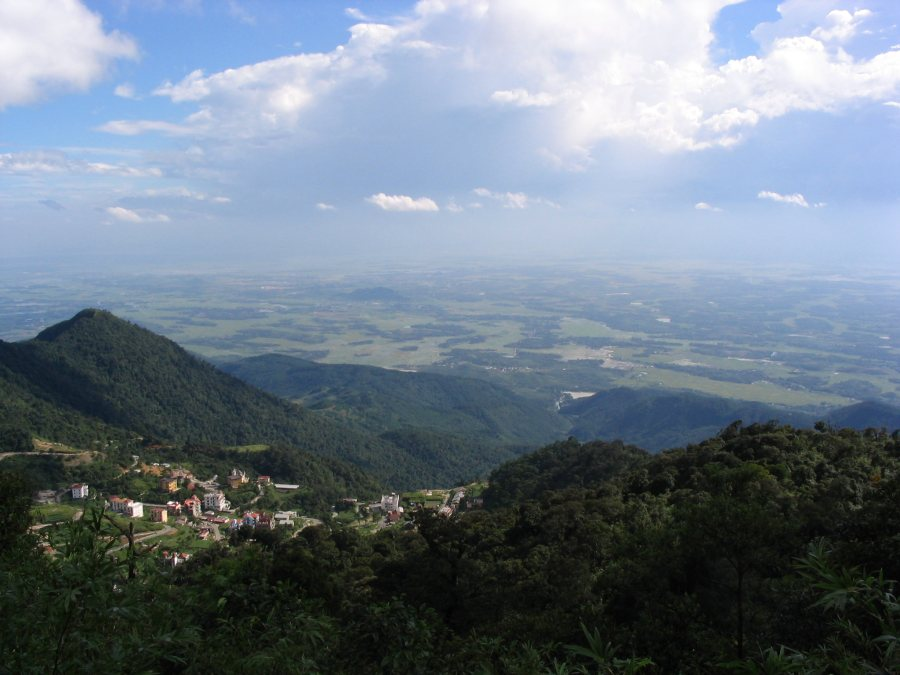
Tam Đảo